# Randesund
Randesund er en tidligere norsk selvstændig kystkommune i Agder fylke beliggende mellem Kvåsefjorden i Høvåg i Lillesand kommune  og Topdalsfjorden i Oddernes. 
Fra 1837 til 1893 var Randesund del af Oddernes kommune. Fra 1894 blev Randesund skilt ud som selvstændig kommune med 3.076 indbyggere. 
Fra 1. januar 1965 blev Randesund, Tveit og Oddernes kommuner slået sammen med Kristiansand. Randesund havde ved sammenlægningen 1.672 indbyggere.
I dag er Randesund en bydel i Kristiansand og et præstegæld i Kristiansand domprovsti med to sogne: Hånes og Randesund.
Randesund er efter anden verdenskrig vokset betragtelig og er stadig i vækst. De største beboede områder i Randesund er Hånes, Søm, Odderhei og Tømmerstø. Ofte bliver bydelen  af de lokale beboere, delt i to, med navnene Indre og Ytre Randesund.  Indkøbscenteret Sørlandssenteret og Kristiansand Dyrepark i Indre Randesund ligger også indenfor grænserne af den tidligere kommune. 
Randesund er kendt for sin smukke skærgård hvor man kan sejle i småbåde gennem «Skippergada» og lægge til ved Kongshavn. Færdes man i båd, kan mand handle ved både Tømmerstø brygge og Korsvik marina. Fra Randesund er der kort vej med båd over byfjorden ind til Kristiansand centrum.
Byens sportskub hedder hedder Randesund Idrettslag
58°7′59″N 8°7′4″Ø / 58.13306°N 8.11778°Ø